# Liouben Dikov
Pour les articles homonymes, voir Dikov.
Liouben Dikov est un avocat bulgare, professeur, docteur en droit, doyen de la Faculté de droit et recteur de l'Université de Sofia.
Docteur en droit de l'Université de Göttingen (1923). Professeur de droit civil depuis 1930. 
L'un des premiers membres étrangers de l'Académie du droit allemand. Ministre de la Justice de Bulgarie en 1935. Au cours des célébrations du 50e anniversaire de l'Université de Sofia, il était responsable de la délégation allemande et a aidé Hans Frank en tant que ministre du Troisième Reich à recevoir un Doctorat honoris causa en 1939 pour lequel il a été condamné après la Seconde Guerre mondiale par le tribunal populaire à trois ans d'emprisonnement et de travaux forcés, et ses titres scientifiques ont été révoqués. Après la Seconde Guerre mondiale, il a été marginalisé. En 1994, il a été entièrement réhabilité par la Cour suprême de Bulgarie et ses titres ont été restaurés,.